# 遠野町滝
遠野町滝（とおのまち たき）は、福島県いわき市の大字である。郵便番号は972-0162。

## 地理
いわき市西部の遠野地区に属する。北で遠野町大平、遠野町根岸、遠野町上遠野、東で渡辺町上釜戸、南で山田町、西で田人町黒田とそれぞれ隣接する。概ね町村制施行以前の菊多郡滝村の流れを汲む地域である。二級水系鮫川および支流の深山口川、柿ノ沢川、天ノ川下流部、山田川上流部それぞれの流域を主な範囲とする。川沿いの平野部に水田が広がり、特に中央の深山田川合流部では広い盆地状となり集落が位置する。その東西には山林が広がる。植田町内に所在するいわき南警察署及び遠野町根岸に所在する常磐消防署遠野分遣所がそれぞれ管轄にあたる。

### 主な字
字
- 深山口
- 銅谷
- 北向
- 原田
- 上砂
- 北里保
- 東中山
- 西中山
- 島廻
- 曾ノ木

- 山下
- 城ノ内
- 中井
- 西ノ内
- 小久保
- 馬場前
- おもて
- 芦ノ草
- 房林
- 洞坂

- 釜ノ沢
- 柿ノ沢
- 椿坊
- 山崎
- 鍛冶内
- 順坂
- 峰岸
- 新川原
- 川原
- 上川原

- 堂知
- 表
- 曾利田
- 神ノ内
- 新アタ
- 野々志戸
- 申田
- 内城
- 女ノ沢
- 才ノ神

### 山岳
- 滝富士

### 河川
- 鮫川
  - 柿ノ沢川
    - 瀬戸ノ沢
- 鍛治内沢
- 女ノ沢川
- 深山口川
  - 能々志戸川
- 中堀川
- 天ノ川
- 山田川

## 歴史
- 1874年8月10日 - 棚倉藩領上滝村と下滝村が合併し滝村が成立する[4]。
- 1879年1月27日 - 滝村が福島県内における郡区町村制の施行により菊多郡の村となる[4]。
- 1889年4月1日 - 町村制の施行により滝村が深山田村、根岸村、上遠野村と合併し、上遠野村が発足する。旧滝村域は上遠野村の大字となる。[4]。
- 1896年4月1日 - 菊多郡と周辺郡との合併により石城郡が発足し、石城郡上遠野村となる[4]。
- 1955年3月31日 - 上遠野村が入遠野村と合併し遠野町が発足し、遠野町の大字となる[4]。
- 1966年10月1日 - 遠野町が平市・磐城市・常磐市・勿来市・内郷市、石城郡小川町・四倉町・川前村・田人村・好間村・三和村、双葉郡久之浜町・大久村と合併しいわき市となり、いわき市遠野地区の大字となる[4]。

## 世帯数と人口
2023年10月31日現在の世帯数と人口は以下の通りである。
| 大字     | 世帯数  | 人口  |
| -------- | ------- | ----- |
| 遠野町滝 | 356世帯 | 927人 |

## 小・中学校の学区
市立小・中学校に通う場合、学区は以下の通りとなる。
| 番地 | 小学校               | 中学校               |
| ---- | -------------------- | -------------------- |
| 全域 | いわき市立遠野小学校 | いわき市立遠野中学校 |

## 交通

### 道路
- 福島県道20号いわき上三坂小野線
- 福島県道134号皿貝勿来停車場線
- 一級市道原前石名坊線
- 一級市道白幡井戸沢線

## 施設
- 湯本スプリングスカントリークラブ
- 東北電力 いわき変電所
- JX金属 柿の沢発電所
- 安養院
- 建瀧寺
- 愛宕神社